# Movimiento de Acción Popular Unitaria
De Movimiento de Acción Popular Unitaría (Nederlands: Actiebeweging voor Volkseenheid, MAPU) was een kleine uiterst linkse partij in Chili die van 1969 tot 1994 bestond. De partij was een afsplitsing van de Partido Demócrata Cristiano (Christendemocratische Partij).

## Geschiedenis
Aan het einde van de jaren '60 van de twintigste eeuw ontstond binnen de Partido Demócrata Cristiano (PDC) een beweging die gekant was tegen de in hun ogen te pro-Amerikaanse koers van de partij. Veel van deze ontevredenen behoorden tot de jeugdbeweging van de PDC. Toen een koerswijziging uitbleef stapten een aantal van ontevreden leden van de PDC uit de partij en vormden op 19 mei 1969 de Movimiento de Acción Popular Unitaría (MAPU). De MAPU sloot zich aan bij het linkse Unidad Popular (Verenigd Front) van president Salvador Allende en maakte deel uit van de regering. De partij had evenwel geen sterke ideologische basis en binnen de partij ontstonden al snel conflicten over de te voeren koers.
Tijdens het Tweede Congres van de MAPU in 1972 won de extreemlinkse vleugel onder Óscar Guillermo Garretón en Eduardo Aquevedo aan betekenisvolheid. Garretón en Aquevedo zagen de MAPU het liefst evolueren in de richting van een marxistisch-leninistische partij. De invloed van extreemlinks leidde tot de uittreding van gematigde leden die zich aansloten bij de partij Izquierda Cristiana (Christelijk Links).
Op 7 maart 1973 kwam het binnen de MAPU tot een breuk: tegenstanders van de extreemlinkse koers vormden de MAPU Obrero Campesino. Deze partij ging voortaan nauw samenwerken met de Partido Comunista de Chile (Communistische Partij van Chili). De restant van de MAPU werd nu formeel een marxistisch-leninistische partij en werd gesteund door de Partido Socialista (Socialistische Partij). Beide MAPU's bleven binnen het Unidad Popular. De staatsgreep van 11 september 1973 van rechtse militairen onder leiding van generaal Augusto Pinochet leidde tot een verbod op de meeste politieke partijen, waaronder de beide MAPU's. Ondergronds zette de partij echter haar activiteiten voort.
In 1982 richtte een groep radicalen binnen de MAPU de MAPU Lautaro op, een maoïstisch georiënteerde paramilitaire vleugel waarvan de leden een training ontving op Cuba met het doel om gewelddadig verzet te plegen tegen het militaire regime.
Tijdens geheim partijcongres in 1985 kwam het tot een hereniging van de MAPU en de MAPU Obrero. Op 8 september 1986 was de MAPU een van de ondertekenaars van het document Bases de Sustentación del Régimen Democrático (Grondslagen van Steun voor een Democratisch Regime). In 1988 sloot een deel van de leden zich aan bij de nieuwe Partido por la Democracia (Partij voor de Democratie), waarna de invloed van de MAPU binnen de oppositie kleiner werd. In hetzelfde jaar sloot het restant van de MAPU zich aan bij de Concertación, de coalitie van oppositiepartijen. Na het herstel van de democratie in 1989/1990 werd de MAPU weer een volledig legale politieke partij maar wist in de daaropvolgende jaren geen electorale successen te boeken. Op 8 juni 1994 werd de partij ontbonden.

## Partijleiders
- Jacques Chonchol - 1969
- Rodrigo Ambrosio - 1969-1972
- Eduardo Aquevedo - 1972-?
- Kalki Glauser - 1972-?
- Óscar Guillermo Garretón - 1973?-1985
- Víctor Barrueto - 1985-?
- Claudio Vásquez Lazo - jaren '90

## Verkiezingsresultaten
| Jaar | Aantal afgevaardigden (totaal aantal zetels tussen haakjes) | Aantal senatoren (totaal aantal zetels tussen haakjes) |
| ---- | ----------------------------------------------------------- | ------------------------------------------------------ |
| 1973 | 2 (150)                                                     | 0 (50)                                                 |
| 1993 | 0 (120)                                                     | 0 (38)                                                 |